# I Can Stand a Little Rain
I Can Stand a Little Rain – czwarty album muzyczny Joego Cockera 1974 roku.

## Lista utworów
| 1.  | „Put Out the Light” (Daniel Moore)                    | 4:11  |
|     |                                                       |       |
| 2.  | „I Can Stand a Little Rain” (Jim Price)               | 3:33  |
|     |                                                       |       |
| 3.  | „I Get Mad” (Joe Cocker, Jim Price)                   | 3:38  |
|     |                                                       |       |
| 4.  | „Sing Me a Song” (Henry McCullough)                   | 2:25  |
|     |                                                       |       |
| 5.  | „The Moon Is a Harsh Mistress” (Jimmy Webb)           | 3:31  |
|     |                                                       |       |
| 6.  | „Don't Forget Me” (Harry Nilsson)                     | 3:19  |
|     |                                                       |       |
| 7.  | „You Are So Beautiful” (Billy Preston, Dennis Wilson) | 2:41  |
|     |                                                       |       |
| 8.  | „It's a Sin (When You Love Somebody)” (Jimmy Webb)    | 3:49  |
|     |                                                       |       |
| 9.  | „Performance” (Allen Toussaint)                       | 4:39  |
|     |                                                       |       |
| 10. | „Guilty” (Randy Newman)                               | 2:46  |
|     |                                                       |       |
|     |                                                       | 34:32 |
|     |                                                       |       |

## Skład
- Joe Cocker - wokal
- Randy Newman – pianino
- Greg Mathieson - pianino
- Chuck Rainey – gitara basowa
- Nicky Hopkins – pianino
- Clydie King - gitara basowa, wokal wspierający
- Henry McCullough – gitara
- Jim Price – organy, pianino, puzon
- Jimmy Webb – pianino
- Stewart Blumberg - trąbka
- Ollie E. Brown – perkusja
- Merry Clayton – wokal wspierający
- Cornell Dupree – gitara
- Venetta Fields – wokal wspierający
- Jay Graydon - gitara
- Ralph Hammer - gitara
- Jim Horn – Saksofon altowy
- Jim Karstein - perkusja
- Trevor Lawrence - Saksofon tenorowy
- Steve Madaio - trąbka
- David McDaniels - gitara basowa
- Daniel Moore – wokal wspierający
- David Paich – pianino
- Ray Palmer - gitara
- Jeff Porcaro – perkusja
- Ray Parker Jr. – gitara
- Bernard „Pretty” Purdie –  perkusja
- Richard Tee – instrumenty klawiszowe
- Mayo Tiana - puzon
- Dave McDaniel - gitara basowa
- Peggy Sanduig - organy
- Sherlie Matthews – wokal wspierający
- Chris Stewart - gitara basowa